# Tagondaing
Tagondaing o Tagundaing (birmano:တံခွန်တိုင်) es una localidad del estado de Kayin en Birmania.
Es la capital del distrito de Kawkareik y del municipio de Kyainseikgyi. Está ubicado en la costa occidental de río Winyaw.